# 15-я армия (РККА)
15-я армия — одна из армий РККА, сформированная во время Гражданской войны.
Создана директивой главкома от 7 июня 1919 года путём преобразования Армии Советской Латвии (РККА). Входила в состав Западного фронта, с 4 октября 1920 года — в резерве главкома.

## Состав
В 15-ю армию входили:
- 1-я стрелковая дивизия Армии Советской Латвии (с июля 1919 — 53-я стрелковая дивизия, с августа 1919 — Латышская стрелковая дивизия),
- 2-я стрелковая дивизия Армии Советской Латвии (июнь 1919),
- 2-я стрелковая дивизия (декабрь 1919 — май 1920),
- 4-я стрелковая дивизия (июнь 1919 — сентябрь 1920),
- 5-я стрелковая дивизия (май — июнь, июль 1920),
- 6-я стрелковая дивизия (май — июнь 1920),
- 10-я стрелковая дивизия (август — сентябрь 1919, октябрь 1919 — январь 1920),
- 11-я стрелковая дивизия (июнь 1919 — декабрь 1920),
- 12-я стрелковая дивизия (май — июнь 1920),
- 16-я стрелковая дивизия (июль — октябрь 1920),
- 17-я стрелковая дивизия (сентябрь 1919, октябрь 1920),
- 18-я стрелковая дивизия (май — июнь, октябрь — ноябрь 1920),
- 19-я стрелковая дивизия (октябрь 1919 — январь 1920),
- 21-я стрелковая дивизия (июнь, ноябрь — декабрь 1920),
- 27-я стрелковая дивизия (август — октябрь 1920),
- 29-я стрелковая дивизия (май — июнь 1920),
- 48-я стрелковая дивизия (январь — июнь 1920),
- 53-я пограничная дивизия, с января 1920 переименована в 53-я стрелковую дивизию (август 1919 — май 1920),
- 54-я стрелковая дивизия (июнь — август 1920),
- 56-я стрелковая дивизия (апрель — июнь, октябрь — декабрь 1920),
- 15-я кавалерийская дивизия (апрель — июнь 1920),
- Кубанская кавалерийская дивизия (август — сентябрь 1920),
- Эстонская стрелковая бригада (июль — октябрь 1919).

## Боевые действия
В июле 1919 года вела оборонительные бои против эстонских войск; под натиском сил противника оставила территорию Латвии кроме Латгалии. В августе 1919 провела Псковскую операцию и освободила Псков. В сентябре — октябре 1919 года оборонялась против войск Юденича, в октябре — ноябре вела наступление на Лугу, Волосово, Гдов и Ямбург и участвовала в разгроме Северо-Западной армии. Параллельно войска левого фланга армии вели сдерживающие бои против наступающих польских войск в Белоруссии. После окончательного разгрома Юденича 15-я армия смогла сосредоточить все силы против Войска Польского.
Весной и летом 1920 года армия входила в ударную группировку Западного фронта и действовала против 1-й польской армии. В мае 1920 наступала на фронте Швенчёнис, Молодечно, Зембин, но была остановлена ударом противника в тыл. В июле 1920 освободила Молодечно и Лиду. В ходе Варшавской операции 1920 форсировала реки Неман и Нарев и вышла к реке Вкра севернее Варшавы, но затем была вынуждена отступать на Восток. В сентябре — октябре 1920 обороняла подступы к Минску. В начале октября выведена в резерв. 26 декабря 1920 года управление 15-й армии расформировано, войска переданы в 3-ю армию.

## Командный состав
Командующие
- Славен П. А. (7—25 июня 1919)
- Харламов С. Д. (временно исполняющий должность, 25 июня — 31 июля 1919)
- Корк А. И. (31 июля — 15 октября 1919)
- Кук А. И. (15—22 октября 1919)
- Сергеев Е. Н. (май — июнь 1920)
- Корк А. И. (22 октября 1919 — 16 октября 1920)
- Негродов Б. Л. (временно исполняющий должность, 16—25 октября 1920)
- Меженинов С. А. (25 октября — 26 декабря 1920)

Члены РВС
- Данишевский К. X. (7—27 июня 1919)
- Петерсон К. А. (7—22 июня 1919)
- Ленцман Я. Д. (19 июня 1919 — 20 февраля 1920)
- Межин Ю. Ю. (19 — 22 июня 1919)
- Тихменев Н. С. (23 июня 1919 — 5 июля 1920)
- Васильев-Южин М. И. (7 июля — 24 сентября 1919)
- Розенгольц А. П. (14 июня — 26 сентября 1920)
- Нацаренус С. П. (5 июля — 26 сентября 1920)
- Лашевич М. М. (29 августа — 30 ноября 1920)
- Весник Я. И. (10 ноября — 26 декабря 1920)

Начальники штаба
- Майгур П. М. (7—14 июня 1919)
- Харламов С. Д. (14 июня — 23 сентября 1919)
- Биркан И. М. (временно исправляющий должность. 25 июня — 18 августа 1919)
- Кук А. И. (временно исправляющий должность, 18—31 августа 1919, 26 сентября 1919 — 24 сентября 1920)
- Негродов Б. Л. (24 сентября — 28 октября 1920)
- Лус Э. К. (временно исправляющий должность; 28 октября — 7 ноября 1920)
- Афанасьев А. В. (7 ноября — 28 декабря 1920)

Начальник оперативного отдела
- Аппен А. П. (1919—1920)